# Steinsetzung Oll Gries
 Die mittelalterliche Steinsetzung Oll Gries („Alter Greis“ – sprachliche Tautologie) befindet sich nördlich von Friedeburg im Landkreis Wittmund in Niedersachsen und besteht aus vier Findlingen, die um einen zentralen Stein angeordnet sind.

## Lage
Von der Upschörter Straße (K50), die Wiesedermeer mit Reepsholt verbindet, zweigt bei Kilometer 5,9 nördlich ein Feldweg ab, der durch das Adder Moor zum Knyphauser Wald und zum „Oll' Gries“ führt, dieser befindet sich knapp 150 m vor der Waldkante.

## Forschungsgeschichte
Der Heimatforscher Baron von Krüdener hielt die Steinsetzung für eine urgeschichtliche Sonnenuhr und machte sie verschiedenen Einrichtungen und Wissenschaftlern bekannt. Werner Haarnagel (1907–1984), Karl-Heinrich Marschalleck (1904–1981) und Ernst Sprockhoff (1892–1967) beschlossen, den Oll Gries archäologisch zu untersuchen. Waldemar Reinhardt begann, kurz nachdem der letzte scheinbar noch in situ befindliche Stein zertrümmert worden war, mit der Ausgrabung. Er fand heraus, dass die Lage der Findlinge nicht den Richtungen der Sonnenauf- und -untergänge bzw. der Sommer- und Wintersonnenwenden entsprach.
Die Steine waren frühestens im Spätmittelalter platziert worden. Der 1,2 m lange und 0,5 m breite Mittelstein (Stein I) und Stein III befanden sich über einer Lahnung mit Ziegelbrocken. Stein II im Nordosten stand einst aufrecht. Die Position des Steines IV war durch die Lahnung gestört und Stein V war nur wenig in den Mutterboden eingetieft. Da Reinhardt in der Nähe der Steinsetzung alte Wagenspuren entdeckte, kam eine Deutung als Wegmarke in Frage. Diese Interpretation stützen Befunde in der näheren Umgebung. Eine weitere Setzung aus fünf Steinen befand sich bei Reepsholt, an der alten Landstraße von Friedeburg nach Leerhafe. Alle überlieferten Steinsetzungen sind inzwischen zerstört, so dass eine Überprüfung der Funktion nicht möglich ist.
Für die ursprüngliche Deutung als vorgeschichtliche Anlage sprachen die in der Nähe befindlichen bronzezeitlichen Hügelgräber bei Rispel an der Straße Rispel-Reepsholt. Die Interpretation als mittelalterliche Wegmarkierung wird hingegen durch die Bedeutung der Straße zwischen Oldenburg und Ostfriesland als alter Heer- und Handelsweg gestützt. Von Oll Gries führte der Weg weiter über Rispelerhellmt, Kirmeer und Farlage nach Ardorf.